# Michael Best
Michael Best (* 27. November 1956 in Saarbrücken) ist ein deutscher Diplomvolkswirt. Er war bis Herbst 2011 Programmgruppenleiter Fernsehen Wirtschaft und ARD-Börsenexperte. Vom 1. Oktober 2011 bis zu seinem Ruhestand im September 2022 leitete er den Zentralbereich Kommunikation der Deutschen Bundesbank.

## Leben und Beruf
Michael Best studierte an der Universität des Saarlandes Volkswirtschaftslehre, Philosophie und Politikwissenschaft. Seine Mutter, Carla Best, war Moderatorin beim Saarländischen Rundfunk. Seine ersten journalistischen Schritte machte Michael Best während und nach dem Studium beim Saarländischen Rundfunk.
Ab 1989 war er Börsenreporter für das ARD-Mittagsmagazin, Redakteur und Moderator des ARD-Wirtschaftstelegramms und der Sendung Trends im hr-Fernsehen. Anfang der 1990er-Jahre übernahm er die Redaktionsleitung bei ARD-aktuell und wurde 1998 bundespolitischer Korrespondent für die Tagesschau, die Tagesthemen, das Mittagsmagazin und den Bericht aus Bonn/Berlin. Nach verschiedenen weiteren leitenden Funktionen in der ARD war er von 2007 bis 2011 Leiter der Programmgruppe Fernsehen Börse beim Hessischen Rundfunk, die für die Berichterstattung über die Börse in der ARD verantwortlich ist. Als ARD-Börsenexperte trat er als  Moderator der Sendung Börse im Ersten und häufiger Kommentator von Wirtschaftsthemen in der Sendung Tagesthemen in Erscheinung.
Best leitete seit dem 1. Oktober 2011 den Zentralbereich Kommunikation der Deutschen Bundesbank. Im September 2022 trat er in den Ruhestand. Seit dem 1. Oktober 2022 ist er Partner bei Berlin Global Advisors und als Berater für geoökonomische Fragen tätig.

## Sonstiges
Michael Best ist auch außerhalb des Fernsehens als Referent auf Unternehmensveranstaltungen tätig. In seinem Vortrag „Kapitalismus Reloaded – Wohin wir nach dem Debakel steuern müssen“ erklärte Michael Best im Jahr 2009, was seiner Meinung zu tun war, damit aus der Finanzkrise kein Dauerleiden wird.

## Belege
1. ↑  Michael Best im Ruhestand. Auf: faz.net vom 22. September 2022.
2. ↑  Michael Best im Ruhestand. In: Frankfurter Allgemeine Zeitung vom 23. September 2022.
3. ↑  Who We Are – Berlin Global Advisors. Abgerufen am 14. November 2022.

| Personendaten    | Personendaten                                                                               |
| ---------------- | ------------------------------------------------------------------------------------------- |
| NAME             | Best, Michael                                                                               |
| KURZBESCHREIBUNG | deutscher Diplomvolkswirt, Programmgruppenleiter Fernsehen Wirtschaft und ARD-Börsenexperte |
| GEBURTSDATUM     | 27. November 1956                                                                           |
| GEBURTSORT       | Saarbrücken                                                                                 |